# Faune du Bénin

Localisation du Bénin

Le Bénin possède des ressources fauniques variées comprenant la flore et la faune, qui sont principalement protégées dans ses deux aires protégées contiguës du Parc National de la Pendjari et du Parc National du W. Le premier est connu pour de nombreuses espèces d'avifaune et le second est riche en mammifères et prédateurs. En outre, de multiples autres réserves forestières sont notées dans le pays, mais ne sont pas facilement accessibles, bien protégées ou suffisamment étudiées pour ses ressources fauniques. Le système d'aires protégées du Bénin défini comme système national d'aires protégées est situé dans le nord du Bénin, essentiellement avec un écosystème de savane boisée. Il couvre 10,3% du territoire national et fait partie du complexe trination transfrontalier W-Arly-Pendjari (WAP) (avec une répartition surfacique de 43% au Bénin, 36% au Burkina Faso et 21% au Niger),,,.
Les forêts particulièrement remarquables sont les forêts riveraines qui forment un écosystème dominant, représentant ⅓ de la flore estimée à 3 000 espèces au Bénin Ces forêts se trouvent le long des berges de rivières composées de forêts semi-décidues, sèches et ouvertes et de savane boisée. Cependant, ces systèmes ont fait l'objet de graves abus par le biais de la déforestation, ce qui a nécessité l'application d'une loi imposant des restrictions à la coupe de ces forêts.
Dans le Sud du Bénin, où le paludisme est une maladie courante comme dans le reste de l'Afrique, les plantes médicinales sont utilisées pour le traitement comme alternative à la médecine conventionnelle.

## Parcs nationaux

### Parc national W
Parc national du W, catégorie de gestion II de l'UICN, un parc transfrontalier entre le Niger, le Bénin et le Burkina Faso, faisant partie du fleuve Niger, couvre une superficie de 563 280 hectares ( Unité «  » inconnue du modèle {{Conversion}}.) au Bénin ; le préfixe "W" vient après les coudes en forme de W du fleuve Niger qui borde le parc et qui est alimenté par la rivière Tapoa au nord, et la rivière Mékrou au sud. Il est situé dans une plage d'altitude de 170 à 338 m. En outre, les zones tampons sont les zones de chasse de Mékrou 102 102 640 hectares ( Unité «  » inconnue du modèle {{Conversion}}.), Djona 115 200 hectares ( Unité «  » inconnue du modèle {{Conversion}}.) et Kompa 15 000 hectares ( Unité «  » inconnue du modèle {{Conversion}}.), outre les zones de transition dans un rayon de 5 kilomètres ( Unité «  » inconnue du modèle {{Conversion}}.). Cette zone de la ceinture de savane ouest-africaine couvre des écosystèmes terrestres, semi-aquatiques et aquatiques. Essentiellement de savane boisée soudanienne semi-aride à semi-humide, 500 espèces végétales ont été identifiées. La faune de la savane soudanaise se compose de 70 mammifères diurnes et de plus de 112 espèces de poissons dont la baudroie Squatina aculeata . Le parc compte environ 200 000 personnes vivant à l'intérieur et à sa périphérie, ce qui crée des conflits entre les gestionnaires du parc, les éleveurs et les agriculteurs,,,.

### Parc national de la Pendjari

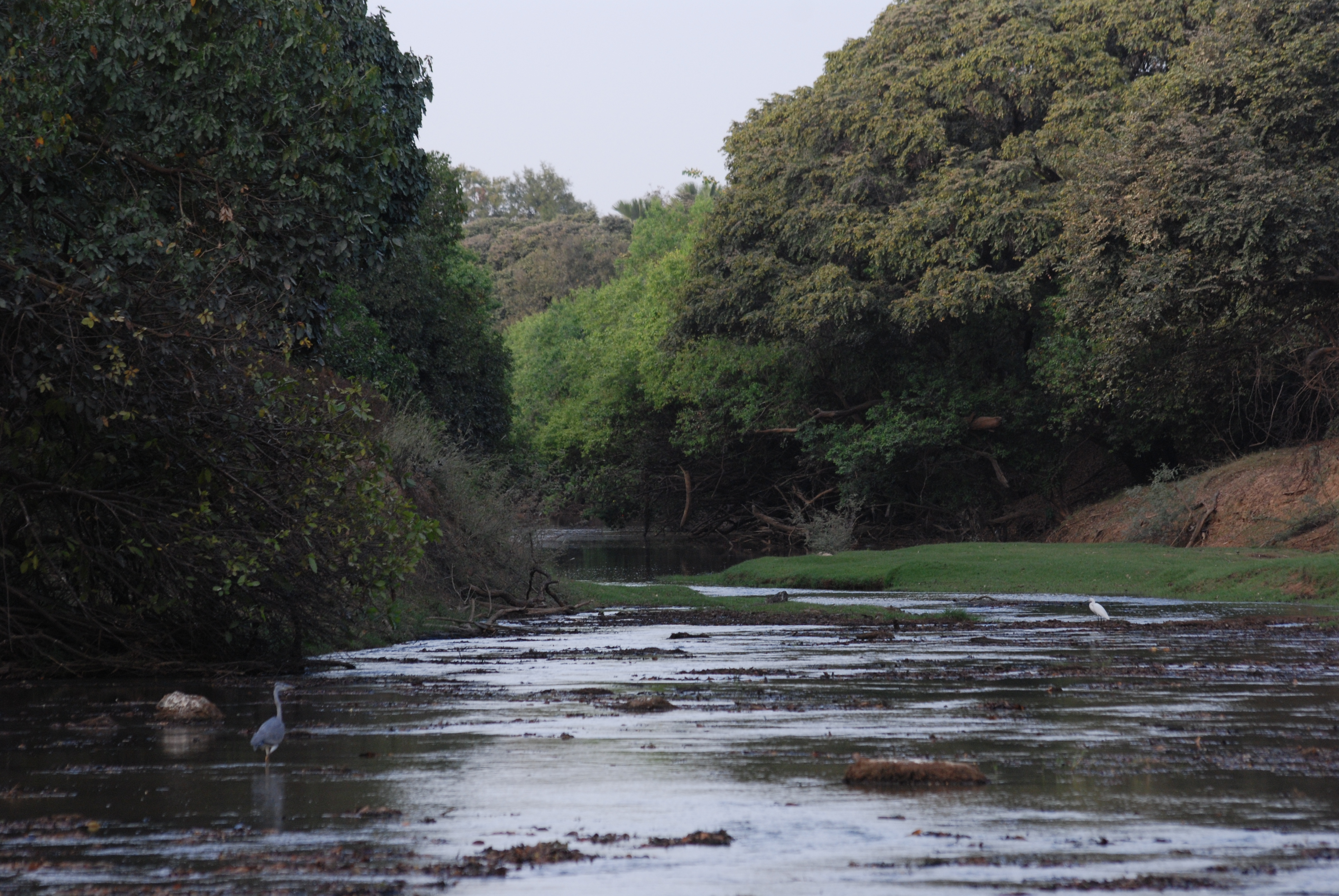
Parc national du Penjari, 2007.

Le parc national de la Pendjari est une zone de 275 500 hectares ( Unité « hectares » inconnue du modèle {{Conversion}}.), située entièrement au Bénin, à l'extrême nord-ouest du Bénin. En outre, il possède des zones tampons, à savoir la Pendjari (348 000 ha) qui intègre les zones de chasse de la Pendjari-Porga (76 000 ha), Batia (75 500 ha) et Konkombri (25 900 ha). Initialement connue sous le nom de réserve forestière, elle a été déclarée parc national le 6 mai 1961 après l'indépendance du Bénin. En juin 1986, elle a été classée comme réserve de biosphère MAB (y compris les zones de chasse attenantes de la Pendjari et de l'Atacora) et en février 2007, la vallée de la rivière Pendjari a été reconnue comme site Ramsar d'importance pour les zones humides,, Le parc fait partie du complexe W-Arli-Pendjari (WAP), qui est une vaste aire protégée au Bénin, au Burkina Faso et au Niger. Les collines et les falaises de la chaîne de l'Atakora font du nord-ouest l'une des régions les plus pittoresques du Bénin. Ils offrent un cadre magnifique au Parc National de la Pendjari qui, dans son isolement, reste l'un des plus intéressants d'Afrique de l'Ouest.

## Forêts riveraines

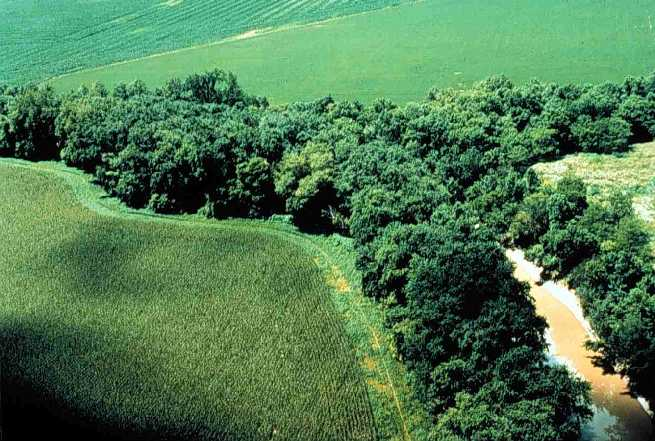
Forêt riveraine le long d'une rive de rivière/d'un lac

Les forêts riveraines du Bénin sont des sites de conservation importants qui nécessitent plus de soins que ce qui est actuellement disponible. Ces forêts, qui dépendent des inondations et la flore qui dépend de cette source d'eau, sont présentes dans de nombreuses régions du Bénin. Cependant, les espèces de forêt et de savane font également partie de cet écosystème, car elles ont une combinaison de plantes de divers types de forêt et de savane. Par conséquent, les forêts riveraines se sont avérées plus diversifiées que celles de la végétation basée sur un seul écosystème. Ils fournissent aussi les catégories de nourriture nécessaires à la survie de multiples espèces animales et autres espèces forestières.
L'écosystème des forêts riveraines se trouve dans une zone limitée et s'étend de manière linéaire. Les forêts représentent au moins un tiers des 3 000 espèces de flore estimées au Bénin, avec plusieurs espèces précieuses, rares ou même endémiques. Ces forêts sont des forêts de forêts semi-décidues, sèches et ouvertes, et de savane boisée qui se trouvent le long des berges ou le long des cours d'eau. La physionomie de ce type de forêt est très variable avec des arbres d'une hauteur moyenne de 14 à 18 mètres, et 20 à 25 mètres avec un sous-étage dense. Les écosystèmes adjacents plus ouverts affectent également la végétation de ces forêts.
Cependant, cet écosystème de forêts d'eau douce hygrophiles et édaphiques est d'une complexité et d'une étendue structurelles générales. Il était en voie d'extinction en raison de "la culture itinérante, du pâturage, de la coupe sélective d'espèces d'arbres précieuses ou rares, de la construction de routes et de barrages et de la surexploitation des produits forestiers non ligneux" pour répondre aux besoins fondamentaux de la communauté rurale. Cette mauvaise utilisation a également entraîné la dégradation de l'écosystème de plantes et d'animaux rares. Il a atteint un stade chronique lorsque les communautés végétales multicouches indigènes se sont éteintes dans plusieurs régions, ce qui a entraîné la création de champs ouverts, d'arbustes ou de savane herbeuse de moindre valeur. Ainsi, la dégradation du système écologiquement riche a nécessité une intervention au niveau du gouvernement par le biais d'une législation habilitante pour arrêter d'autres dommages à l'écosystème. Le gouvernement de la République du Bénin a promulgué une nouvelle loi forestière (no 93-009) en juillet 1993, en vertu de laquelle le caractère unique des forêts riveraines en tant qu'écosystème refuge pour la flore et la faune de toutes sortes, a été dûment reconnu. Les règles édictées précisent clairement que « la coupe de bois et d'arbustes n'est pas autorisé à moins de 25 mètres des deux côtés de toute voie navigable (article 28). De plus, dans les plans de gestion de la plupart des forêts classées du Bénin, les forêts galeries doivent être laissées intactes et les espèces rares (ex. Khaya spp. (Meliaceae), Milicia exelsa (Moraceae)) en dehors des forêts galeries ne seront pas non plus coupées". Malgré une telle législation, l'application n'est pas efficace, car il est signalé que l'utilisation incontrôlée et non planifiée, principalement illégale, des ressources forestières se poursuit, en particulier dans les zones non protégées.

## Faune
Les principaux groupes fauniques au Bénin sont les mammifères, les oiseaux, les reptiles et bien d'autres.

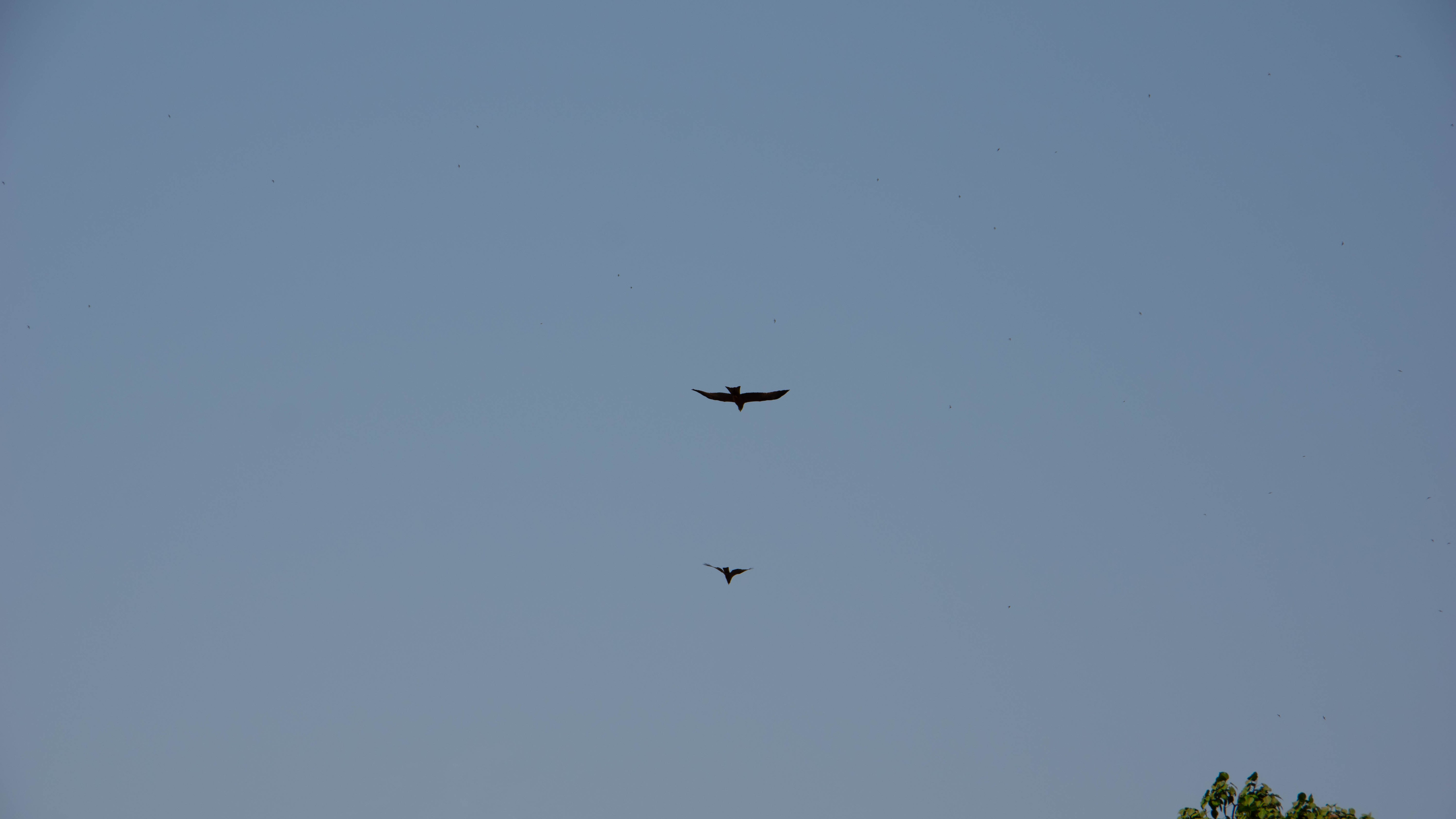
Deux oiseaux volant dans le ciel

### Mammifères
Les prédateurs comprennent : le lion (panthera leo), le plus grand prédateur d'Afrique (que l'on trouve dans les deux parcs) ; le léopard (panthera pardus) un grand chat africain secret (que l'on trouve même à l'extérieur des deux parcs) ; le guépard (Acinonyx jubatus) est dans les parcs nationaux, mais est un spectacle rare ; plusieurs (Felis silvestris), un chat plus petit ; le caracal (Caracal caracal), le chat sauvage d'Afrique (Felis sylvestris) ; le chien de chasse africain (Lycaon pictus) dit être dans W. Park (peut-être éteint) ; chacal à rayures latérales (Canis adustus) ; le chacal à dos noir (Canis mesomelas) ; la hyène tachetée (Crocuta crocuta) présente dans les deux parcs.
Les prédateurs nocturnes comprennent : la civette africaine (civettictis civetta) – un animal volumineux à poil long ; la genette à petites taches (Genetta genetta) et la genette à grandes taches (Genetta tigrina) présentes dans les deux parcs ; la loutre à cou tacheté (Lutra maculicollis), le ratel ou blaireau (Mellivora capensis) ; de nombreuses espèces de mangoustes comme la mangouste des marais (Atilax paludinosus), la grande mangouste grise d'Egypte (Herpestes ichneumon), la cusimanse (Crossarchus obscurus), la mangouste à queue blanche (Ichneumia albicauda) ; la mangouste élancée ou pygmée (Galerella sanguinea), habitante solitaire de la savane ; et la mangouste de Gambie (mungos gambianus).
Les mammifères trouvés ici comprennent : l'éléphant de brousse africain (Loxodonta Africana) que l'on trouve largement dans les savanes, les déserts, la forêt tropicale et dans les parcs nationaux ; hippopotame (Hippopotamus amphibius) trouvé dans les rivières des deux parcs ; le buffle d'Afrique (Syncerus caffer), un animal ressemblant à un bœuf, en grands troupeaux dans les savanes et en petits groupes dans les parcs ; phacochère (Phacochoerus africanus) dans les deux parcs ; l'oryctérope (Orycteropus afer) insectivore des savanes ; pangolins ; hérissons ; espèces de porc-épic ; daman des rochers (Procavia capensis) ; Spermophile du Cap (Xerus inauris).
Antilopes
Les parcs et autres zones ont une importante population d'antilopes. 17 espèces sont identifiées, parmi lesquelles les espèces menacées sont le sitatunga (Tragelaphus spekii), le bongo (Tragelaphus eurycerus) et le korrigum (Damaliscus korrigum korrigum). D'autres espèces de statut divers sont : le céphalophe gris (Sylvicapra grimmia) ; guib harnaché ; Céphalophe de Maxwell (Philantomba maxwellii) ; céphalophe à flancs rouges (Cephalophus rufilatus) ; céphalophe noir (Cephalophus niger) ; céphalophe à dos jaune (Cephalophus silvicultor) (vulnérable) ; céphalophe gris (Sylvicapra grimmia) ; bohor cobe des roseaux (Redunca redunca) ; Cobe à croissant (Kobus ellipsiprymnus) trouvé près des sources d'eau ; Cob de Buffon (Kobus kob) ; l'hippotrague rouan (Hippotragus equinus) se rencontre davantage dans les deux parcs, mais davantage dans la Pendjari ; bubale occidental (Alcelaphus buselaphus major) d'apparence disgracieuse ; gazelle à front roux (Eudorcas rufifrons) ; et oribi (Ourebia ourebi), plus abondant dans le Parc de la Pendjari que dans le Parc National du W,.
Primates
Les primates signalés comprennent : le babouin olive (Papio anubis) de grande taille avec la queue en forme de « U » inversé ; le singe vert (cercopithecus sabaeus), l'espèce de singe la plus commune ; le singe rouge ou patas (Erythrocebus patas) au pelage teinté d'orange que l'on trouve au nord du Bénin.

### Reptiles
Les crocodiles du Nil (Crocodylus niloticus) le plus grand reptile vivant observé sur les berges des rivières et les étangs des deux parcs protégés, le caïman nain, une espèce de caméléon plus petite et docile aux 100 variations de couleurs.
Les tortues sont : la tortue léopard (Stigmochelys pardalis), plusieurs espèces de tortues marines et de tortues – sur huit espèces de tortues marines, quatre se trouvent sur la côte béninoise, à savoir la tortue verte (Chelonia mydas), la tortue olivâtre (Lepidochelys olivacea) et la tortue luth (Dermochelys coriacea). La tortue imbriquée indigène (Eretmochelys imbricata) est la source de l'écaille de tortue traditionnelle.
Les lézards trouvés sont inoffensifs et de deux types, les moniteurs d'eau et de savane - Varanus niloticus et Varanus exanthematicus - sont tous deux des espèces prédatrices ; le gecko domestique (Hemidactylus mabouia), un lézard blanc translucide ; espèces d'agama de grande taille de couleurs mélangées variées et les scinques.

### Des oiseaux
Les oiseaux sont une particularité dans tous les types d'habitats allant de la forêt tropicale aux déserts au Bénin, qui ont deux zones climatiques principales, à savoir la végétation tropicale épaisse au sud et les savanes sèches et les forêts claires au nord. Les sites d'observation des échassiers côtiers sont les lagons côtiers des Bouches du Roi et les backwaters de la plage de Ouidha. Les oiseaux aquatiques et les oiseaux forestiers se trouvent dans le lac Nokoué et le lac Ahémé. Les oiseaux à plumes se trouvent dans les collines rocheuses granitiques près de Dassa-Zoumé. Les parcs nationaux regorgent d'oiseaux spécifiques à la savane,.
Les espèces de tisserands signalées sont : 12 espèces de tisserands de la famille des Ploceidae se trouvent au Bénin, sur un total de 111 du genre Ploceus (vrais tisserands) recensés ; ils sont plus grands qu'un moineau, les mâles sont plus colorés que les espèces femelles. D'autres espèces signalées sont le tisserin doré, le tisserand masqué (Ploceus velatus), le tisserand noir de Vieillot (Ploceus nigerrimus), le tisserand noir (Ploceus melanogaster), le tisserand à gros bec (Amblyospiza albifrons), le moineau et le tisserand buffle dideric coucou (Chrysococcyx caprius), un beau coucou blanc (Coracina pectoralis) qui pond ses œufs dans des nids de tisserands. D'autres espèces d'oiseaux sont : la pintade (Numida meleagris), un coucou noir et blanc ressemblant à un poulet que l'on trouve dans le nord du Bénin, le calao terrestre d'Abyssinie (Bucorvus abyssinicus), un grand oiseau distinctif ; la cigogne marabout (Leptoptilos crumeniferus); la grue couronnée (Balearica pavonina), un grand oiseau gris-noir ; la cigogne à bec de selle (Ephippiorhynchus senegalensis), un grand oiseau blanc aux ailes noires,. Les oiseaux comprennent également la vipère et le mamba.
Les rapaces sont des espèces de vautours (Gyps) que l'on trouve dans les deux parcs, qui sont des oiseaux mangeurs de carions. Un spectacle courant est l'espèce d'aigle pêcheur africain (Haliaeetus vocifer), qui est de couleur noire et blanche,.

### Insecte
Les espèces d'insectes présentes au Bénin comprennent la mouche tsé-tsé et de nombreux vecteurs de maladies épidémiques.

## Flore
Les forêts denses ne sont pas recensées au Bénin. Le long des zones côtières cocotiers, rôniers, palmiers à huile s'observent jusqu'à Abomey, où après la végétation, c'est la savane qui se confond avec celle de la Guinée et du Soudan. Les autres espèces d'arbres notées sont l'ébène, le karité, le kapokier, le fromager et l'acajou du Sénégal.
Le parc national du W constitue la limite sud de la distribution du plateau de la brousse tigrée. Des forêts riveraines et galeries sont notées sur les rives du fleuve Mékrou (avec des débits saisonniers) et d'autres affluents du fleuve Niger. Les plaines ont une couverture étendue d'herbes. Dans les savanes boisées, les prairies et les savanes boisées rabougries, les espèces végétales recensées sont les Terminalia avicennioides, Anogeissus leiocarpus, micocoulier Clematis integrifolia clematis, Boscia senegalensis, Balanites aegyptiaca, kapokier (Bombax costatum), criquet d'Afrique (Parki biglobosa), pied de chameau arbre, Senna reticulata, baobab (Adansonia digitata), tamarinier (Tamarindus indica), Prosopis africana, (Piliostigma reticulatum). Dans les forêts-galeries à feuilles persistantes, on trouve l'arbre à saucisses (Kigelia africana) et l'acajou africain (Khaya senegalensis). Les espèces d'orchidées recensées sont Eulophia cucculata et Eulophia guineensis.
Le parc de la Pendjari se compose de ; les prairies dépourvues d'arbres ou d'arbustes ; terres arbustives entièrement couvertes d'herbe ; Végétation de savane arborée ; formations de savane boisée à strate contiherbacée mais sans sous-bois ; forêts le long de la rivière, forêts minces avec beaucoup d'arbres d'une taille de 8 à 16 m ; et les forêts galeries qui sont denses avec des arbustes. Les falaises rocheuses du Parc National de la Pendjari sont peu boisées. La dépression de la Volta a un écosystème de savane avec des forêts et des espèces rares telles que Burkea africana, Anogeissus leiocarpus, Pterocarpus erinaceus , Detarium microcarpum, Lannea acida, Sterculia setigera, Combretum ghasalense et Acacia spp. Sur les sols profonds de certains sommets et de la falaise de l'Atakora, on trouve une plus grande variété d'espèces végétales avec Isoberlinia doka et Afzelia africana. La rivière Pendjari possède une impressionnante forêt galerie et forêt fluviale. Le parc comprend à la fois des savanes soudanaises et nord-guinéennes, avec des zones de prairies dominées par Acacia sieberiana et Terminalia macroptera.
Les espèces les plus communes trouvées dans les "forêts riveraines" sont : Pterocarpus santalinoides (Papilionaceae), Cola laurifolia (Sterculiaceae) et Syzygium guineense (Myrtaceae), dont quelques espèces sont endémiques et précieuses.
Cure à base de plantes
Le paludisme, qui est une maladie virulente au Bénin comme dans le reste de l'Afrique, est soigné par les médecines alternatives. Le traitement alternatif pratiqué localement dans le sud du Bénin repose sur plusieurs espèces végétales qui sont extraites et administrées par voie orale. Ces extraits sont également utilisés pour le bain. Les espèces de plantes répertoriées pour le traitement sont au nombre de 85, qui sont utilisées pour faire 35 mélanges pour le traitement.
Jardin botanique
La phytodiversité de l'Afrique de l'Ouest est préservée au Jardin Botanique de Papatia au nord du Bénin. Ce jardin, qui s'étend sur 12 ha, est une zone de savane riche en espèces où un inventaire d'une centaine de plantes ligneuses et de plusieurs centaines d'espèces herbacées a été conservée. Une pépinière fait partie de ce jardin créé pour multiplier les essences rares.

## Organisations
Selon le Plan Stratégique de Conservation et de Gestion des Aires Protégées approuvé en 1994, un organisme tel que le Centre National de Gestion de la Faune (ou Centre National de Gestion des Réserves de la Faune – CENAGREF) a été créé en 1996 dans le seul but de conservation et gestion des parcs nationaux, y compris les zones tampons et les aires de transition. La Direction du Parc National de la Pendjari créée en 1996 et la Direction du Parc National du W créée en 1999 sont des organismes administratifs relevant du CENAGREF qui sont chargés de la gestion des parcs. L'Association des Communes Riveraines aux Aires Protégées du Parc W et de la Zone de Séri (ACRAP/WS) et les Associations Villageoises de Gestion des Réserves de Faune (ou Associations Villageoises de Gestion des Réserves de Faune -AVIGREF) ont également été mises en place avec pour responsabilité la formation communautaire et la promotion de la communication à plusieurs niveaux entre les agriculteurs et les autres parties prenantes et le renforcement des capacités et le développement d'une gouvernance efficace à la suite d'une gestion décentralisée des ressources. L'UICN s'est associée à ces organisations pour aborder tous les aspects de la gestion des ressources naturelles du parc national du W,.